# École supérieure des sciences commerciales d'Angers
L’École supérieure des sciences commerciales d'Angers (ESSCA) est une école de commerce associative française. Fondée à Angers en 1909, indépendante depuis 1967, l'école possède des campus à Angers, Paris, Aix-en-Provence, Lyon, Bordeaux, Strasbourg, Budapest et Shanghai.

## Histoire

### Création et développement
Fondée en 1909 par le doyen de la faculté de droit de l'université catholique de l’Ouest, Paul Baugas, l’ESSCA devient une association loi de 1901 en 1967 et un EESPIG en 2016[réf. nécessaire].
En 1969, l'école s'installe sur le campus de Belle-Beille à Angers, et la durée des études est portée à quatre ans. La formation par alternance fait son apparition en 1974. Reconnue par l'État en 1975,[réf. nécessaire]l'ESSCA est la première école post-bac à intégrer la conférence des grandes écoles en 1977. Elle obtient l'habilitation à délivrer un diplôme visé par l’État en 1980.[réf. nécessaire] En 1987, un nouveau bâtiment (3 500 m2) est inauguré sur le site de Belle-Beille. En 1992, sous l'impulsion de la CCI de Cholet, l'ESSCA crée l'école supérieure pour l'innovation et l'action vers les métiers délivre un Bachelor en Management International.
L'ESSCA intègre le Chapitre de la conférence des grandes écoles en 1992. En 1993, l'école ouvre deux nouveaux sites à Paris et à Budapest. Dans le cadre de la réforme Licence-Master-Doctorat, la durée des études est portée à 5 ans en 1998.

### Développements récents
En 2001, le site angevin est agrandi de 2 500 m2 . À partir de 2004, après avoir intégré la réforme Licence-Master-Doctorat, le programme grande école se voit conférer le grade de master. Ce même programme obtient une première accréditation internationale en 2006 : l'EFMD Programme Accreditation System (EPAS) de l'EFMD. L'ESSCA est alors la première école de commerce post-bac à obtenir cette accréditation. La période 2006-2010 est marquée par l'ouverture du site de Shanghai (2007), l'agrandissement du site historique d'Angers (2009) et le déménagement du site parisien à Boulogne-Billancourt (2010), afin d'accueillir des effectifs plus importants. En 2012, le programme grande école offre en 4ème et 5ème année une première spécialisation en apprentissage .
L'ESIAME (programme Bac+3) quitte le groupe ESSCA en 2009, pour être reprise par la chambre de commerce et d'industrie de Maine-et-Loire. Elle réintègre le groupe ESSCA en 2016. À la rentrée 2016, la formation était dispensée à Cholet et à Paris sous l'appellation Bachelor of Business Management (BBM) en Management International (ESIAME). Depuis le Bachelor a été renommé Bachelor en Management International (BMI) et est dispensé sur les campus d'Aix-en-Provence, Angers, Bordeaux, Budapest, Lyon, Paris et Strasbourg.
En 2014, l'ESSCA obtient une seconde accréditation internationale (AACSB) ; puis une troisième en 2016 (EQUIS). En 2017, l'ESSCA est accréditée par l'AMBA, et rejoint ainsi la triple accréditation.

## Organisation

### Gouvernance
Constituée en association, la gouvernance de l’ESSCA repose sur un conseil d'administration, un comité stratégique international et un directeur général.
Le conseil d’administration, composé des membres fondateurs (université catholique de l’Ouest, chambre de commerce et d’industrie, réseau des diplômés) se réunit quatre fois par an. Il est présidé depuis janvier 2016 par Yves Gevin, directeur général de la Banque Populaire Rives de Paris.

### Historique des directeurs
Depuis le 1er décembre 2018, le directeur général du groupe est Jean Charroin. Depuis la création de l'école, les directeurs sont :
| Nom                    | Années      |
| ---------------------- | ----------- |
| Paul Baugas            | 1909 - 1941 |
| Jacques Neveu          | 1941 - 1952 |
| Joseph Cocard          | 1952 - 1967 |
| Jean Lotte             | 1967 - 1974 |
| ClaudeTreyer           | 1974 - 1976 |
| Dominique Waquet       | 1977 - 1980 |
| Michel Caste-Ballereau | 1980 - 1990 |
| Jean Beucher           | 1990 - 1995 |
| Michel Poté            | 1995 - 2007 |
| Catherine Leblanc      | 2007 - 2018 |
| Jean Charroin          | 2018 -      |

## Enseignement et recherche

### Formations

#### Le programme Grande École

Locaux de l'ESSCA - Campus d'Angers

La formation, dite PGE, s'effectue en cinq ans et est structurée en deux cycles, son diplôme confère le grade de master. Elle comporte plusieurs périodes de stages et/ou d'alternance, ainsi qu'une expérience internationale obligatoire d'au moins six mois.
L'entrée à l'ESSCA se fait au niveau bac, sur Parcoursup, via le concours Accès. Ce dernier accueille environ 6 000 candidats. La formation coûte 13 125 euros par an maximum en 2024. L'admission peut aussi se faire en troisième ou quatrième année. Les admissions en troisième et quatrième année, dites parallèles, se font aussi par voie de concours.
Le 1er cycle (3 ans) vise à permettre l’acquisition d’une formation généraliste en management et en commerce, reposant sur l'apprentissage de la gestion d’entreprise, les mécanismes économiques, l’acquisition d'expériences professionnelles, l'ouverture internationale, les compétences entrepreneuriales et le travail en équipe.
Le 2d cycle (2 ans) est organisé en quatre semestres, qui offrent un choix de filières (4e année) puis de spécialisations (5e année). Deux stages de 4 mois minimum en entreprise sont réalisés au cours de ce cycle. Il est également possible de se former à l'étranger ou en alternance. Le cursus se conclut par la rédaction d'un mémoire de master. Pour les spécialisations suivies en alternance, les étudiants alternent formation théorique (2 semaines à l’école) et pratique (3 semaines en entreprise). En 5e année, 17 spécialisations ou majeures sont proposées, dont certaines en alternance ou en double diplôme, dans des domaines tels que la finance (audit-expertise comptable…), le management, le marketing, l'entrepreneuriat,,,.

#### Le Bachelor en Management International
La formation s'effectue en trois ans. Elle se compose de deux années axées sur les fondamentaux, suivies d'une troisième année de spécialisation, avec la possibilité d'opter pour l'alternance. Orienté vers la professionnalisation, ce programme facilite une intégration rapide dans le monde du travail tout en offrant des perspectives d'études approfondies au niveau du deuxième cycle.
4 parcours de spécialisation sont proposés pour la 3e année : Marketing et Commercialisation, International Business Developer, Entrepreneuriat et innovation, E-business développement
Il est possible de suivre les cours en anglais dès la 1e année et en alternance à partir de la 3e année.
L’admission en 1re année se fait sur concours après inscription sur Parcoursup. Le concours est ouvert à tout candidat préparant un baccalauréat français (en France métropolitaine, dans les DROM-COM ou dans les lycées français à l’étranger) ou déjà titulaire d’un baccalauréat français. La formation coûte 9630 euros maximum par an en 2024.
Pour les candidats souhaitant intégrer le parcours anglophone, un test officiel d’anglais (TOEIC ou TOEFL par exemple) est requis.

### Autres programmes de formation

#### Cycles Bac+5 et plus
8 mastères of sciences donc certains sont accrédités par la CGE proposent des formations spécialisés. Un mastère spécialisé  en management digital, également accrédité par la conférence des grandes écoles, fait partie du portefeuille de formations de l'école.

### Recherche
Trois instituts de recherche sont hébergés à l'ESSCA, EU-Asia institute s'intéresse aux relations entre l'Europe et l'Asie. L'institut marketing du digital (IMD) se consacre à la place de la culture digitale dans les entreprises et le marketing]. L'institut de pédagogie avancée (IPA) s'intéresse aux nouveaux modèles d'enseignement.
Ces instituts contribuent aux axes de recherche du laboratoire ESSCA research lab, tout en contribuant à l'évolution des enseignements et de la pédagogie. Ainsi, la salle P.E.C.T. (pédagogie en environnement collaboratif et technologique), les classes modulaires et le développement de la  collaboration entre ingénieurs pédagogiques et enseignants ont trouvé leur origine dans les recherches de l'IPA.

### Classements internationaux et nationaux
Plusieurs classements existent pour ce qui est des écoles de management et des business schools. Au niveau mondial, le classement le plus connu est celui du Financial Times, que l'ESSCA a intégré en 2015. En France, plusieurs journaux et revues publient des classements des écoles de management, en distinguant parfois les post-bac et les post-prépas. Ne sont retenus ici que les classements permettant de comparer des formations délivrant le grade de master,,,.
| Classement du programme grande école                          | 2023 | 2022 | 2020 | 2019 | 2018 | 2017 | 2016 | 2015 |
| Financial Times - Classement mondial des master en management | 54e  | 60e  | 56e  | 63e  | 62e  | 62e  | 49e  | 51e  |

| Classement du programme grande école                             | 2023 | 2022 | 2021 | 2020 | 2019 |
| Le Parisien - Classement des grandes écoles de commerce post-bac | 1e   | 2e   | 2e   |      | 3e   |

## Campus
Les dix campus (près de 28 000 m2) de l’école sont installés en France, à Malaga, à Budapest, à Luxembourg et à Shanghai.

### En France
Angers est le campus historique de l'ESSCA, où elle a été créée en 1909. Le campus est situé sur le campus de Belle-Beille depuis 1969. Il s'étend sur 4 hectares, et compte 17 200 m2 de bâtiments haute qualité environnementale. Le site angevin propose la plupart des formations du groupe et héberge une partie significative des activités de recherche. En devenant en 2019 refuge LPO pour son parc angevin, l’ESSCA met en œuvre le plan de gestion proposé par la LPO Anjou et participe à la biodiversité.
Implantée à Paris depuis 1993, l'ESSCA y occupe une surface de 7 000 m2 en bord de Seine, à Boulogne-Billancourt. Outre le premier cycle et certaines spécialisations de master, le site parisien accueille aussi des programmes en formation continue. Ce site héberge aussi l'incubateur / la pépinière ESSCA Entreprendre, l’Institut du Marketing Digital et « la Maison de l’ESSCA » (espace d'accueil des partenaires et des anciens).
L'ESSCA est aussi implantée à Bordeaux (2 700 m2), à Lyon (nouveau bâtiment en 2019) et à Aix-en-Provence , à Strasbourg,.

### Hors de France
Budapest est la première implantation historique hors de France (1993). L'ESSCA y dispose de locaux qui lui sont réservés (650 m2), intégrés à un bâtiment de 23 000 m2 en centre-ville, au bord du Danube, qu'elle partage avec l'université Corvinus.
En 2007, l’ESSCA a ouvert un centre à Shanghai (1 200 m2).

## Anciens élèves
- Serge Babary (promotion 1968), ex-maire de Tours[45].
- Louis le Duff (promotion 1970), président-fondateur du groupe Le Duff (La Brioche Dorée, Pizzerias Del Arte, etc.)[46].
- Dominique Schelcher (promotion 1993), président-directeur général de la coopérative Système U[47].